# Il viaggio di G. Mastorna, detto Fernet
Il Viaggio di G. Mastorna, detto Fernet è il titolo di un film ideato da Federico Fellini ma mai realizzato e, secondo Vincenzo Mollica, «il film non realizzato più famoso della storia del cinema». Più volte il regista avrebbe voluto realizzarlo ma una serie di contrattempi ne impedì la realizzazione. Nel 1992 il regista ne disegnò uno storyboard, sul quale Milo Manara si basò per creare poi una storia a fumetti.

## Ideazione e produzione
La storia nasce nel 1965, quando lo stesso Fellini ne scrive il primo copione cinematografico; come sceneggiatore vi era anche Dino Buzzati. Il regista aveva in mente parecchi attori a cui affidare la parte - tra i quali anche Totò, mai assegnatagli a causa delle condizioni di salute dell'attore - e ad un certo punto sembrò quasi certo che essa spettasse a Marcello Mastroianni, ma alla fine il film venne bloccato: solo quando il regista lo riprese, si convinse che Paolo Villaggio era il più adatto al ruolo, tanto da realizzare con lui una sessione fotografica. Fellini realizzò anche lo storyboard di tutta la prima parte, che sarà poi alla base del fumetto omonimo pubblicato nel 1992 e disegnato dal fumettista Milo Manara.
Secondo i progetti del regista anche Alberto Sordi, Ciccio Ingrassia, Franco Franchi e la cantante Mina avrebbero dovuto ricoprire un ruolo nel film . Nell'autunno del 1968 Ugo Tognazzi indisse una conferenza stampa in cui attaccò Fellini per aver disatteso il suo impegno a farlo recitare nel film e promise formalmente che in futuro non avrebbe mai accettato di lavorare con il regista.

## Fumetto

### Trama
Giuseppe Mastorna detto Fernet è un famoso clown, il cui numero consiste nel suonare il violino o il violoncello. Ha girato il mondo e ora si trova in un'imprecisata capitale nordeuropea coperta di neve quando sale su un aereo, pronto a ripartire per l'ennesima tappa del suo tour ma, a causa della persistente tempesta di neve, l'aereo è costretto a un atterraggio di emergenza nella piazza di una grande città, davanti a un'imponente cattedrale gotica. Da qui, con uno slittino, Mastorna viene portato in un grande albergo in una foresta, dove viene accolto a lume di candela e dove ha luogo lo spettacolo di una conturbante danzatrice del ventre che, al culmine dello spettacolo, è colta dalle doglie e partorisce in mezzo alla sala, tra la gioia degli astanti. A questo punto Mastorna si ritira nella sua stanza, accende la televisione e la conduttrice del telegiornale annuncia un disastro aereo sulle montagne che non ha lasciato superstiti, però parla in tedesco, e Mastorna non capisce.
Qui s'interrompe la storia. Fellini non l'ha completata, ma s'intuisce che il disastro aereo di cui parla il tg riguardi proprio l'aereo di Mastorna, e che quindi egli non sia altro che un morto che ha appena iniziato il viaggio nell'Aldilà.

### Storia editoriale
Tramite Vincenzo Mollica, Fellini aveva conosciuto Milo Manara nel 1984, e insieme avevano realizzato una prima storia, Viaggio a Tulum, scritta e sceneggiata da Fellini e Mollica e disegnata da Manara. Poi Fellini si decise a realizzare anche il Mastorna, fornendo a Manara lo storyboard che egli stesso aveva realizzato e che il disegnatore tradusse in tavole disegnate ad inchiostro a china in bianco e nero, con l'uso di mezzetinte per sottolineare l'atmosfera surreale e onirica.
La prima parte della storia venne pubblicata sulla rivista Il Grifo nel 1992 e le restanti due avrebbero dovuto raccontare il viaggio; ma una mattina Fellini ricevette una telefonata dell'amico scrittore Ermanno Cavazzoni, che si dichiarava entusiasta della storia, aggiungendo che trovava il finale davvero sorprendente e perfetto. L'equivoco nasceva da un refuso per cui l'ultima pagina della prima parte riportava la parola  end (fine), invece di "continua"; dato il valore scaramantico che Fellini prestava a certi indizi, ma anche per una serie di disguidi, ritardi o impegni vari, il seguito non fu mai scritto. Fellini fu inoltre influenzato dal consiglio di Gustavo Rol di non intraprendere la realizzazione del film.

## Curiosità
- Le scenografie montate per il film a Dinocittà, prima di essere demolite, rimasero inutilizzate per alcuni anni e furono riprese in vari documentari, tra cui il celebre Block-notes di un regista, diretto dallo stesso cineasta romagnolo.
- Dino Buzzati, che fu interpellato da Fellini come sceneggiatore, nello stesso anno 1965 utilizzò il nome Mastorna per scrivere e pubblicare una singolare storia di "tempo perduto".[11]